# Spielberg (Gemeinde Bad Traunstein)
Spielberg ist eine Ortschaft und eine Katastralgemeinde der Gemeinde Bad Traunstein im Bezirk Zwettl in Niederösterreich. Nördlich des Ortes befindet sich das Spielberger Moor, ein etwa 17 Hektar umfassendes Hochmoor.

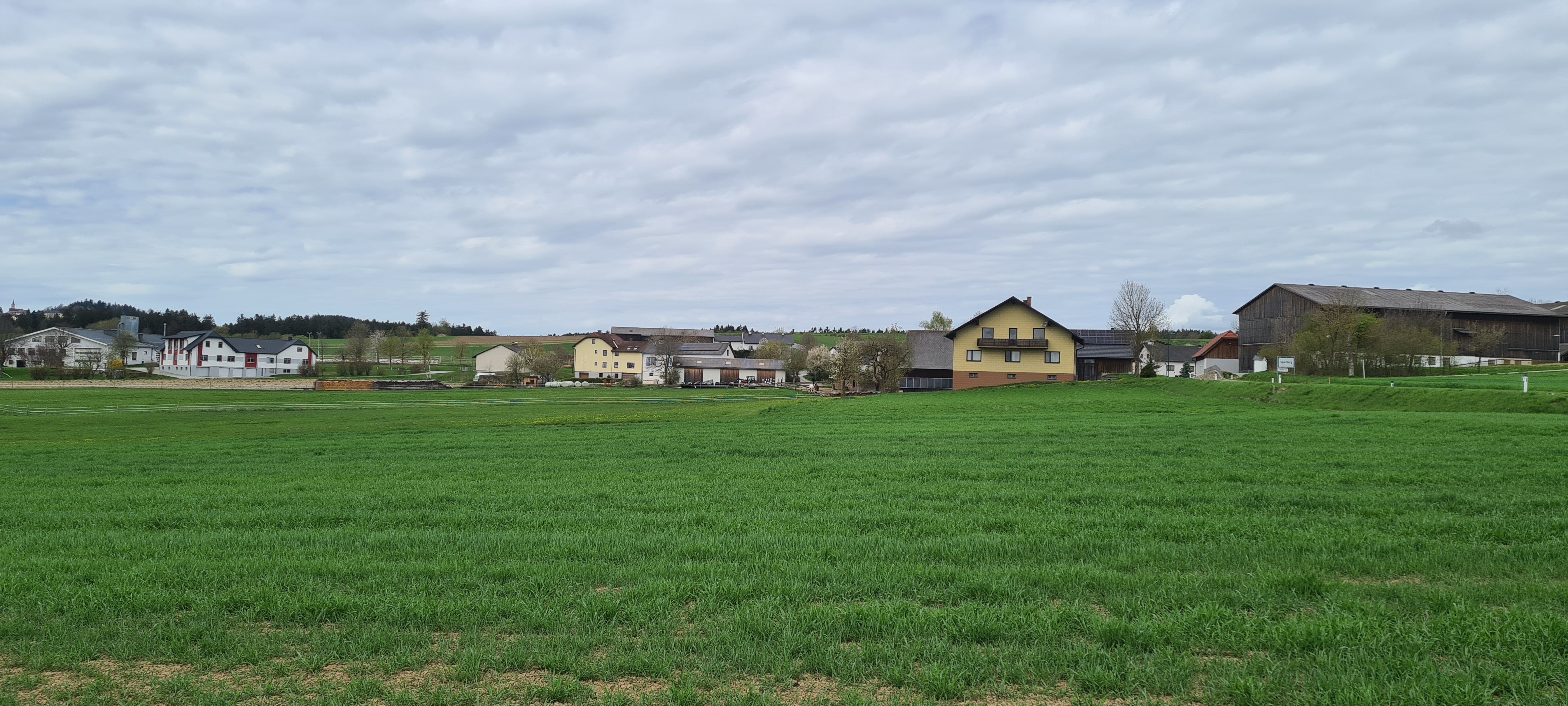
Panoramablick auf Spielberg

## Geschichte
Der Ort wurde am 25. Oktober 1321 erstmals in einem Kaufbrief (Heinrich III von Lonsdorf verkaufte die Gült für das Gebiet der Ortschaften Langschlag, Biberschlag, Gürtelberg, Spielberg, Kleingöttfritz und Kaltenbach an Alber(o) von Streitwiesen) urkundlich als Spilwerch erwähnt, der Name deutet auf einen Galgenberg hin, Landgericht und Obrigkeit gehörten zur Herrschaft Rappottenstein.

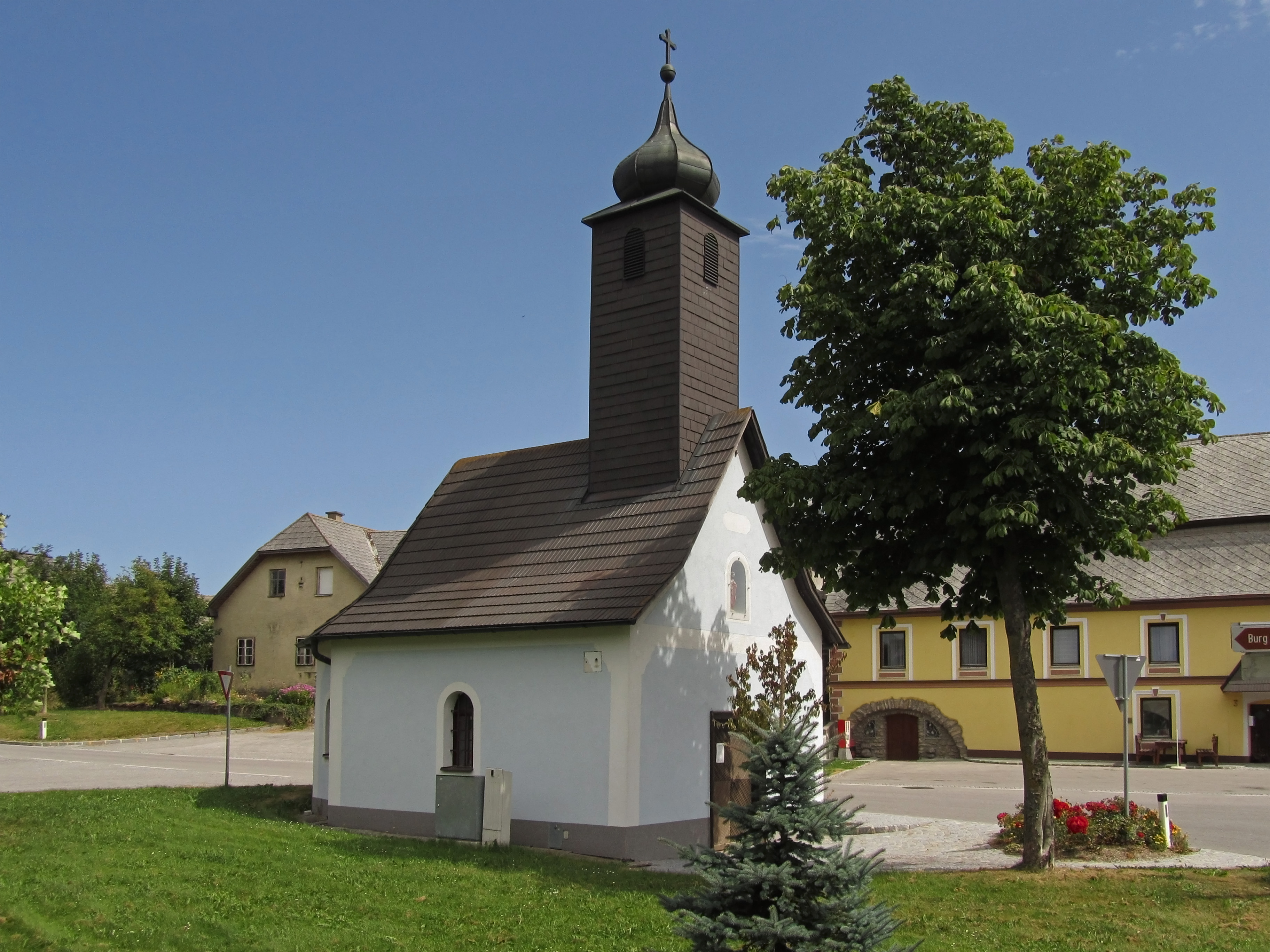
Kapelle im Ort

1762 wird die Betkapelle im Ort errichtet, 1878 entstand eine Volksschule im Bauernhaus Nr. 10, zum Schulsprengel zählten dann auch noch Biberschlag, Walterschlag, Dietmanns, Klein-Hummelberg und ab 1886 Pfaffings.
Im Jahr 1822 wurde der Ort als Dorf mit fünf Häusern genannt, das nach Traunstein eingepfarrt war, wohin auch die Kinder eingeschult wurden. Die Herrschaft Rappottenstein besaß die Ortsobrigkeit, übte die Landgerichtsbarkeit aus, besorgte die Konskription und hatte zusammen mit der Herrschaft Ottenschlag die Grundherrschaft inne.
Laut Adressbuch von Österreich waren im Jahr 1938 in der Ortsgemeinde Spielberg zwei Gastwirte, ein Gemischtwarenhändler, ein Landesproduktehändler, zwei Wagner und mehrere Landwirte ansässig.
Nach der Entstehung der Ortsgemeinden 1849 wurde der Ort eine eigenständige Gemeinde (bestehend aus den Orten Biberschlag, Dietmanns, Gürtelberg, Haselberg, Kaltenbach, Pfaffings, Spielberg und Walterschlag) und wurde mit 1. Jänner 1968 ein Teil der Großgemeinde Traunstein. Die Gemeinderatsentscheidung dazu fand bereits am 20. September 1967 unter Bürgermeister Rudolf Bauer statt.

## Siedlungsentwicklung

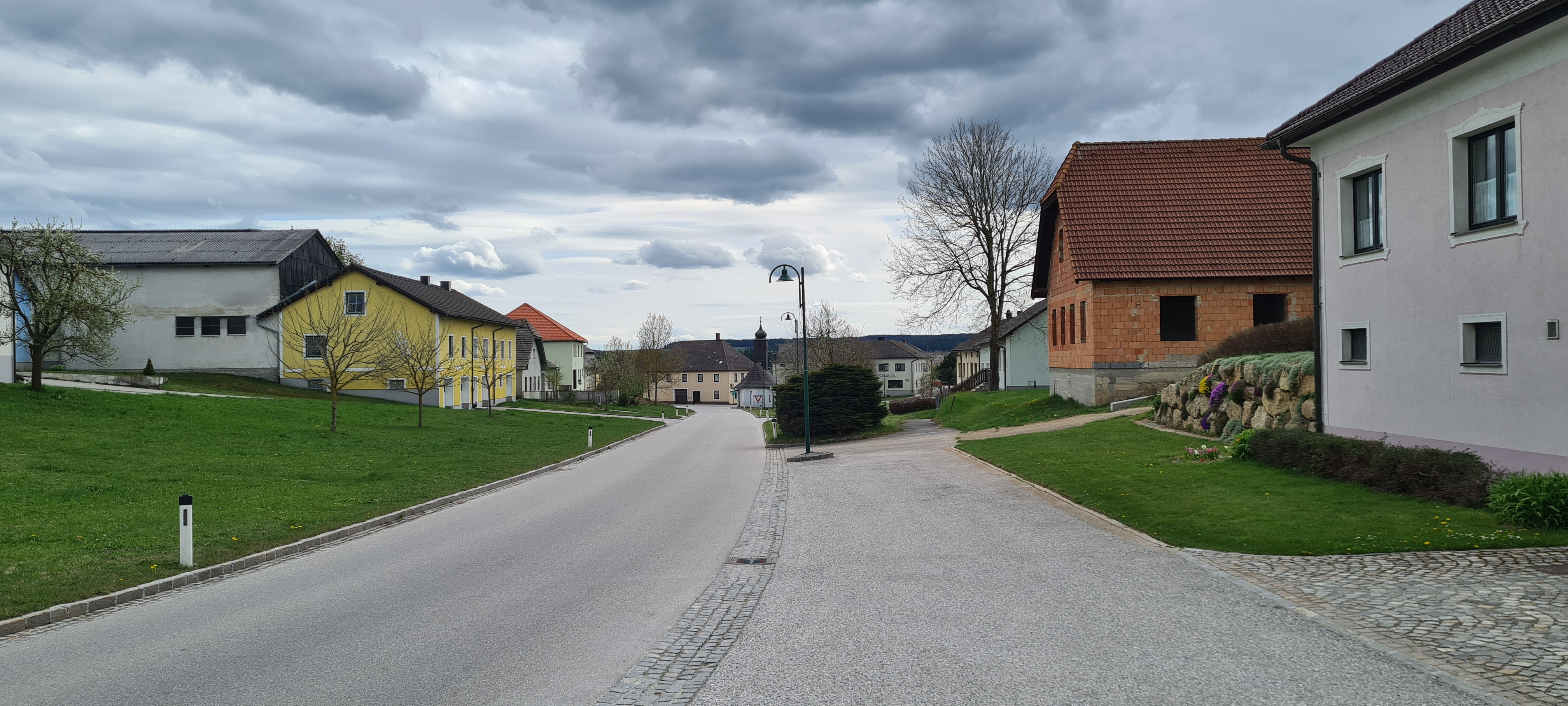
Blick in den Ort

Zum Jahreswechsel 1979/1980 befanden sich in der Katastralgemeinde Spielberg insgesamt 37 Bauflächen mit 14.096 m² und 22 Gärten auf 1.824 m², 1989/1990 gab es 37 Bauflächen. 1999/2000 war die Zahl der Bauflächen auf 123 angewachsen und 2009/2010 bestanden 77 Gebäude auf 128 Bauflächen.

## Bodennutzung
Die Katastralgemeinde ist landwirtschaftlich geprägt. 213 Hektar wurden zum Jahreswechsel 1979/1980 landwirtschaftlich genutzt und 170 Hektar waren forstwirtschaftlich geführte Waldflächen. 1999/2000 wurde auf 201 Hektar Landwirtschaft betrieben und 177 Hektar waren als forstwirtschaftlich genutzte Flächen ausgewiesen. Ende 2018 waren 195 Hektar als landwirtschaftliche Flächen genutzt und Forstwirtschaft wurde auf 178 Hektar betrieben. Die durchschnittliche Bodenklimazahl von Spielberg beträgt 29,4 (Stand 2010).

## Spielberger Moor
Das Spielberger Moor (lokaler Name: Tessaug) ist als Hochmoor ab 8.200 v. Chr. entstanden und erstreckt sich mit einer Fläche von ca. 17 ha und einer durchschnittlichen Stärke von 4 bis 5 m über die Gemeinden Spielberg, Hummelberg und Pfaffings.
Der Torf wurde in der Vergangenheit von verschiedenen Unternehmen gewerblich abgebaut.

## Politik
Von 1865 bis zur Gründung der Großgemeinde Bad Traunstein waren Bürgermeister:
- 1865–1870 Michael Lechner, Landwirt
- 1871–1882 Anton Teuschl, Landwirt
- 1883–1885 Anton Teuschl jun., Landwirt
- 1886–1891 Franz Wagner, Landwirt
- 1892 Michael Schmiedbauer, Landwirt
- 1893 Anton Pichler, Landwirt
- 1894 Michael Schmiedbauer, Landwirt
- 1895–1900 Franz Wagner, Landwirt
- 1901–1912 Josef Gartner, Landwirt
- 1913–1925 Josef Kugler, Gastwirt
- 1926–1938 Anton Trondl, Landwirt
- 1938–1945 Karl Kolm, Landwirt
- 1945–1960 Josef Hackl, Landwirt
- 1961–1965 Karl Kolm, Landwirt
- 1965–1967 Rudolf Bauer, Landwirt